# Aimé Painé
Aimé Painé (Ingeniero Luis A. Huergo, 23 de agosto de 1943-Asunción, 10 de septiembre de 1987), nombre artístico de Olga Elisa Painé, fue una cantante argentina de origen mapuche y tehuelche que se dedicó al rescate y difusión de la música folclórica de su pueblo. Fue nieta de un gran cacique tehuelche ranquelino, el lonco Painé Ngürü, fue ella misma quien llegó hasta la pampa en busca de su familia y la encontró. Fue legalmente llamada Olga Elisa por la imposibilidad legal de anotarla con un nombre mapuche debido las leyes argentinas de esa época, aunque adoptó posteriormente su nombre real, Aimé, de origen mapuche, cuyo significado sería "lo que significa" o "atardecer rojizo", para su trabajo artístico.

## Biografía
Según dice su biógrafa, la periodista Cristina Rafanelli, la madre de Aimé Painé, hija de tehuelches, abandonó a su esposo mapuche -Segundo Painé- y a todos sus hijos. Aimé, a los 3 años, fue separada de su comunidad porque su padre, en la necesidad de trabajar, no podía hacerse cargo de tantos niños. Fue enviada a un orfanato-colegio de monjas, el Instituto Unzué de Mar del Plata, una ciudad muy alejada de su tierra, su cultura y sus orígenes. Destacó en el coro de canto gregoriano. El abogado y autor teatral Héctor Llan de Rosos y su esposa, quienes buscaban adoptar a una niña, eligieron entre muchas a Aimé luego de escuchar su magnífica voz. Desde muy pequeña soñaba con ser cantante y contando con aptitudes para ello, estudió música con profesores privados: guitarra, con Roberto Lara, y canto, con Blanca Peralta y Nina Kabanciwa.
Painé contó que no veía la hora y que esperaba con gran impaciencia las fiestas de Semana Santa y Corpus Christi, porque era la época de interpretar los cantos gregorianos que las religiosas le enseñaban. De niña se dio cuenta de que esos tonos y esos cantos eran muy parecidos al Taiel, tonada mapuche que una de las muchas abuelas paisanas (jamás conoció a sus propias abuelas de sangre), la abuela Domitila, interpretaba en mapudungun (lengua Mapuche). Contó en sus entrevistas que el Taiel era un canto despojado, tan libre y natural como religioso; era cantar la vida.
En 1973 ingresó al Coro Polifónico Nacional y allí descubrió lo que verdaderamente significaba la música para ella. Fue, precisamente, durante un encuentro internacional de coros en Mar del Plata, donde cada país había preparado al menos una obra de música indígena o folclórica, menos el coro argentino. Allí sintió consternación y humillación de pertenecer a un país que niega sus raíces. Este acontecimiento la llevó al Sur a impregnarse de la espiritualidad de sus mayores, y en ese lugar Aimé Painé descubrió que la música mapuche era una verdadera atracción espiritual, que su música provenía de la experiencia de cantar en un universo de soledad en el que se encontraba su tierra natal.
Señaló Rafanelli que lo valioso de Aimé Painé es que fue la primera mujer mapuche en salir de gira como tal, con la vestimenta tradicional, y la primera en cantar en mapuche y en explicar esa cultura.[cita requerida]
Adaptó sus canciones mapuches con tintes regionalistas pero siempre utilizando el trompe, el kultrun, los cascahuillas, y mencionando el uso de la trutruca y del kull kull. Cada una de las letras de sus canciones cuentan una historia de los mapuches-tehuelches: «Palpé la libertad y la misión de lucha que entraña la libertad, saber de la cultura de su pueblo es saber de uno mismo», dijo.
La letra de unas de sus canciones reza:

Es hermoso cuando viene

el viento de la tierra cordillerana

viene el viento del Oeste

El viento del Sur

el viento del Este

el viento del Norte

¡A su paso va pegando (contra los montes) el pasto!

piedras amontonadas.

Falleció en Paraguay, a los 44 años de edad, luego de sufrir un aneurisma cerebral durante una grabación. Se encuentra enterrada en su ciudad natal junto a la tumba de su padre, Segundo Painé, fallecido luego que su hija,.

## Homenajes
Existen bibliotecas, escuelas, complejos, coros y calles de la provincia de Río Negro con su nombre y una de las calles de Puerto Madero en Buenos Aires homenajea a esta mujer que llevó la cultura mapuche a ser conocida por el mundo.
También una imagen suya integra el Salón de la Mujer en la Casa Rosada, la sede de la Presidencia de la Nación Argentina.
El DJ y productor argentino Facundo Mohrr compuso el tema Aimé Painé, en homenaje a dicha artista; tema que a su vez fue remixado por Gerardo Boscarino.
En 2021, se realizó una ficción biográfica de cuatro episodios realizada íntegramente en la Patagonia, con dirección, producción y guion de la cineasta neuquina Aymará Rovera. Esta producción refleja los momentos más significativos de la vida de Aimé Painé -interpretada por Charo Bogarín- y la búsqueda constante de su identidad.
El 9 de diciembre de 2018 Google le dedicó en homenaje el doodle del día con motivo de recordar su 78 cumpleaños.